# سد رئیس‌علی دلواری
سد مخزنی رئیس‌علی دلواری در بخش شبانکاره شهرستان دشتستان، یک سد بتنی دو قوسی بر روی رودخانه شاپور است که در فاصله ۶۰ کیلومتری مرکز شهرستان دشتستان (شهر برازجان) و ۷۳ کیلومتری شمال شرقی بوشهر قرار دارد.
از اهداف اصلی ساخت این سد، آبیاری ۲۴ هزار هکتار از زمین‌های کشاورزی، تولید سالانه ۹۶ مگاوات انرژی برق آبی، کنترل سیلاب، ایجاد اشتغال، جلوگیری از بروز خسارات ناشی از سیل به زمین‌های کشاورزی، نخلستان‌ها و جلوگیری از تخریب سواحل رودخانه‌ها بوده‌است.

قرارداد مطالعات شناسایی رودخانه‌های شاپور و دالکی برای توسعه و بهره‌برداری در سال ۱۳۵۳ بسته شد. بعد از مطالعات کلی حوضه آبریز و مطالعات طراحی سد رئیس علی دلواری، در سال ۱۳۷۵ عملیات اجرایی ساخت آن آغاز شد. این سد در سال ۱۳۸۴ آبگیری شد و ۱۳۸۶ افتتاح گردید.

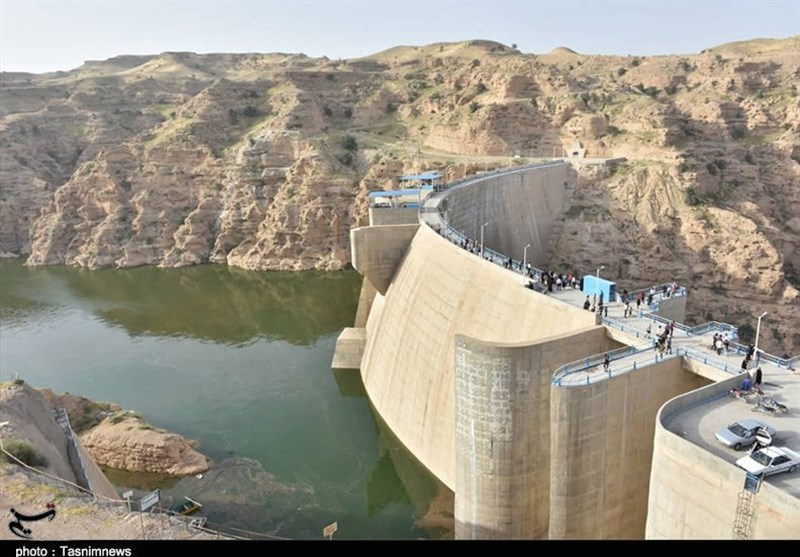
حضور گسترده گردشگران در سد رئیسعلی دلواری، فروردین ۱۳۹۸
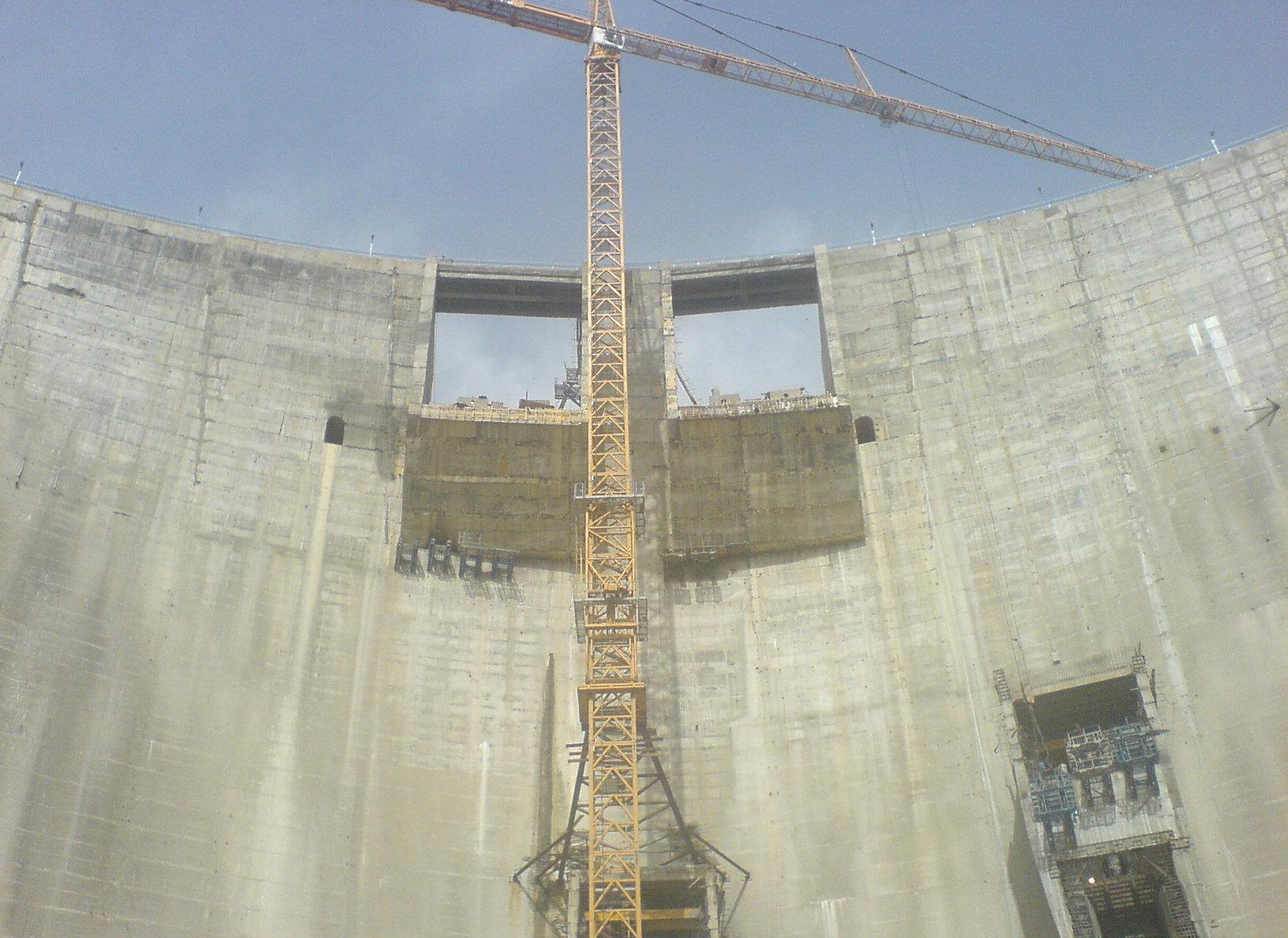
سرریز سد در حال ساخت
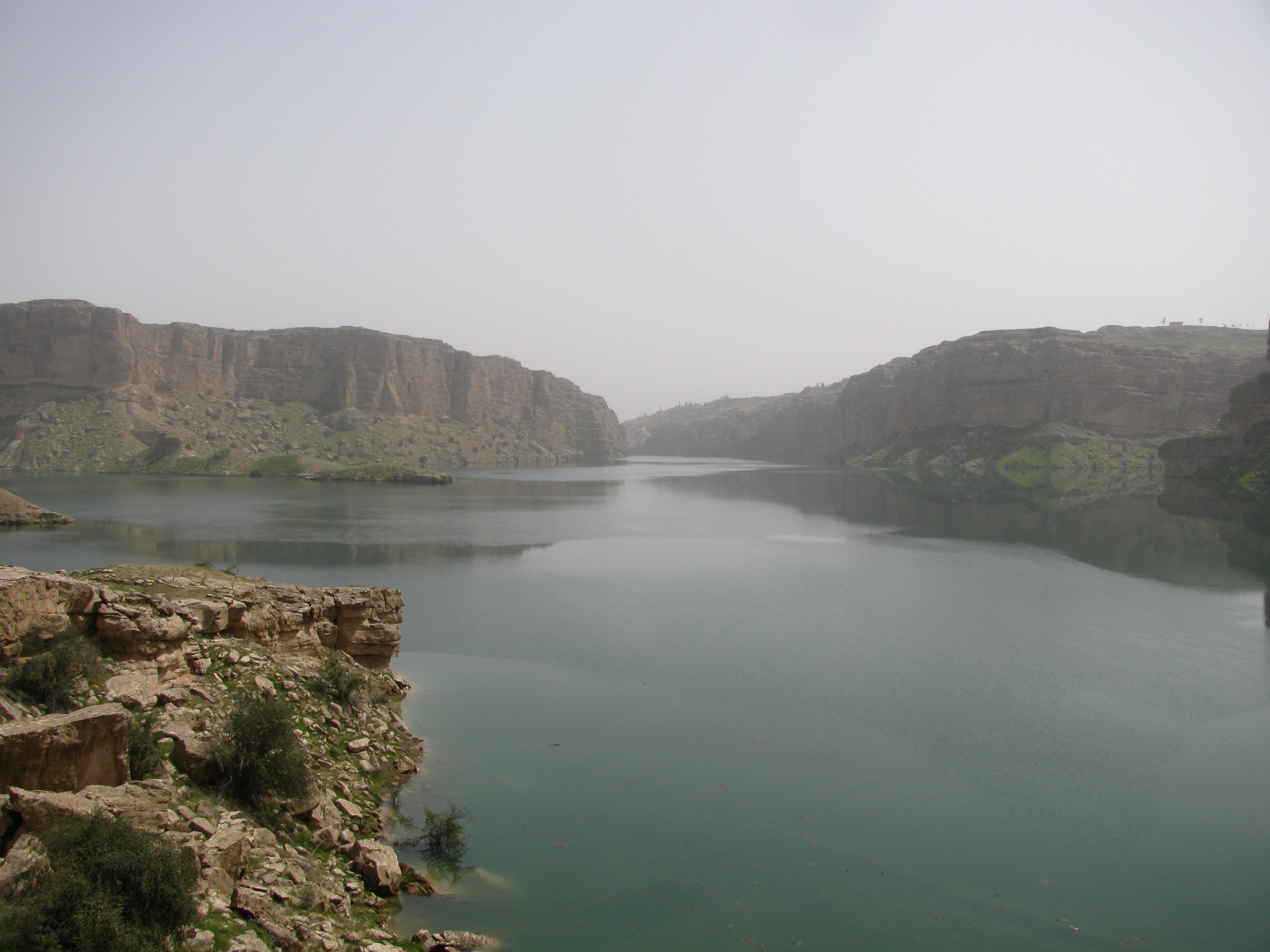
دریاچه سد